# Ivana Bodrožić
Ivana Bodrožić (ur. 5 lipca 1982 w Vukovarze) – chorwacka pisarka i poetka, której twórczość porusza tematy wojny, traumy i tożsamości. Jej dzieła zdobyły uznanie zarówno w Chorwacji, jak i za granicą.

## Biografia
Ivana Bodrožić urodziła się w Vukovarze, gdzie mieszkała do 1991 r. Wybuch wojny w Chorwacji zmusił ją i jej rodzinę do ucieczki. Ojciec, Ante Bodrožić, zginął w masakrze w Vukovarze. Ivana wraz z matką i bratem znalazła schronienie w Kumrovcu i Zagrzebiu jako uchodźcy. Szkołę średnią ukończyła w Zagrzebiu, tytuł magistra z filozofii i kroatystyki uzyskała na Uniwersytecie w Zagrzebiu.
W 2017 roku Bodrožić podpisała Deklarację o wspólnym języku Chorwatów, Serbów, Bośniaków i Czarnogórców, opowiadając się za wspólnym dziedzictwem językowym i kulturowym narodów byłej Jugosławii.

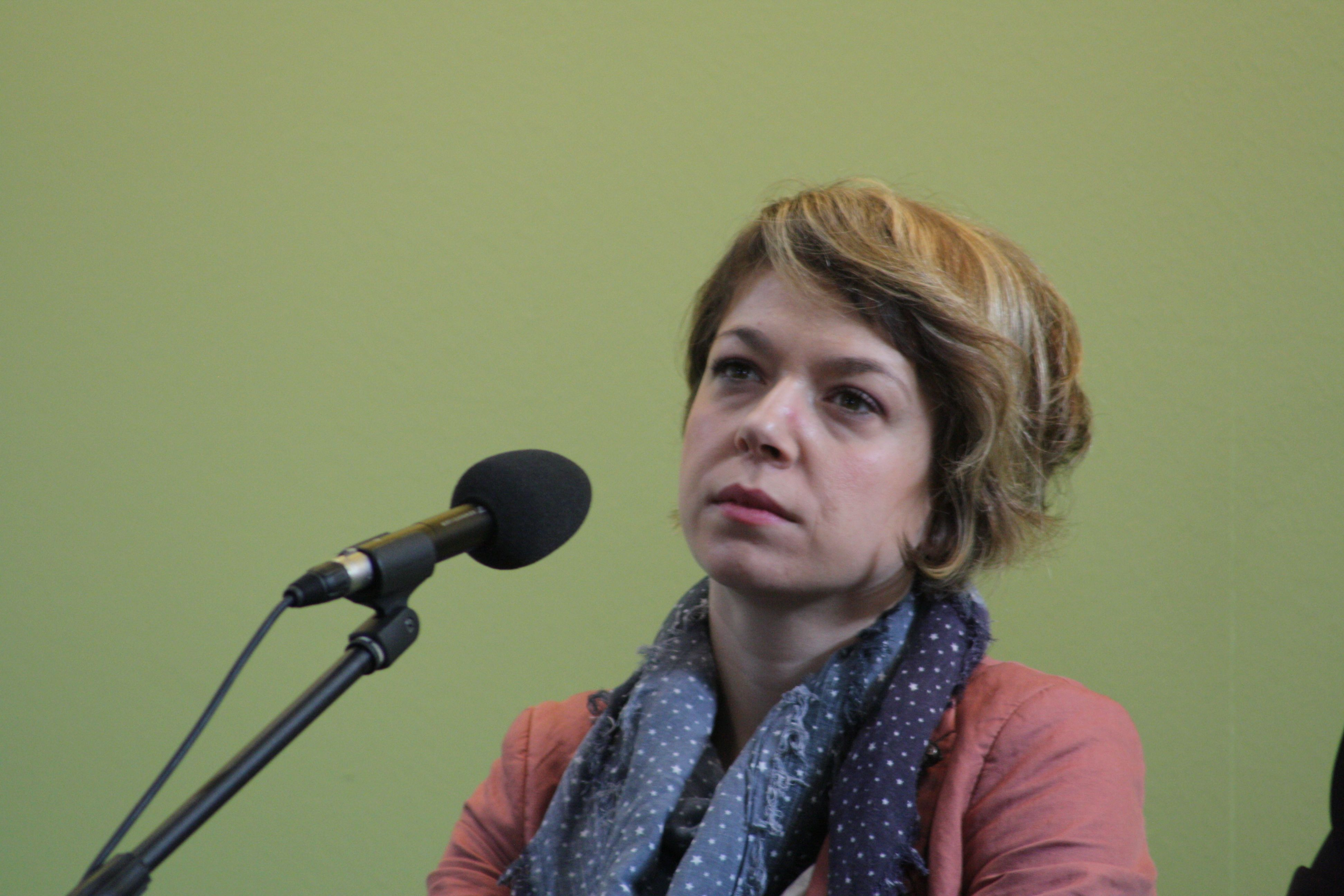
Ivana Bodrožić, 2012

## Kariera literacka
Debiutowała w 2005 r. tomem poezji Prvi korak u tamu, za który otrzymała Goran za mlade pjesnike oraz Nagrodę Kvirin, dla najlepszego poety poniżej 35. roku życia. 
W 2010 r. opublikowała powieść Hotel Zagorje (wydaną po angielsku jako Hotel Tito), opartą na własnych doświadczeniach z dzieciństwa jako uchodźczyni. Książka zdobyła liczne nagrody, w tym prestiżową nagrodę Prix Ulysse we Francji, oraz została przetłumaczona na wiele języków, w tym niemiecki, francuski, czeski, włoski i angielski.  
W 2012 r. Bodrožić wydała kolejny tom poezji Prijelaz za divlje životinje, w 2014 r. zbiór opowiadań 100% pamuk, w 2016 r. powieść Rupa. W 2020 r. ukazała się powieść Sinovi, kćeri, która zdobyła nagrodę Meša Selimovicia dla najlepszej powieści roku w regionie Bośni i Hercegowiny, Czarnogóry, Chorwacji i Serbii, oraz została nominowana do International Dublin Literary Award w 2025 r.

## Nagrody i wyróżnienia
- 2005: Goran za mlade pjesnike – za tom poezji Prvi korak u tamu[10]
- 2005: Nagrada Kvirin – dla najlepszego poety poniżej 35. roku życia, za tom poezji Prvi korak u tamu[11]
- 2010: Nagrada Kočićevo pero – za powieść Hotel Zagorje[12]
- 2010: Nagrada Kiklop za prozno djelo godine, powieść Hotel Zagorje[13]
- 2011: Nagrada Ranko Marinković, 2. nagrada, za opowiadanie Nema mjesta[14]
- 2017: Nagrada Balkan Noir – za powieść Rupa[15]
- 2021: Nagrada Meša Selimović – za powieść Sinovi, kćeri[9]
- 2022: Nagrada Ranko Marinković, 2. nagrada, za opowiadanie Fikcija[14]

## Wybrana twórczość
- 2005: Prvi korak u tamu
- 2010: Hotel Zagorje
- 2011: Pričaj mi o tome
- 2012: Prijelaz za divlje životinje
- 2013: Za što sam se spremna potući
- 2014: 100% pamuk
- 2016: Rupa
- 2017: In a sentimental mood: pjesme
- 2019: Klara Čudastvara
- 2020: Sinovi, kćeri
- 2025: Fikcija